# Lillias Robertson
Lillias Robertson, född 20 juli 1882, död 13 mars 1976, var en brittisk bågskytt. Hon deltog vid olympiska sommarspelen 1908.